# Piwnicki Hrabia

Herb Piwnicki Hrabia, w stylizacji Tadeusza Gajla

Piwnicki Hrabia – polski herb hrabiowski, odmiana herbu Lubicz, nadany w Prusach.

## Opis herbu
Opis zgodnie z klasycznymi regułami blazonowania:
W polu błękitnym między ocelami i na barku podkowy srebrnej po złotym krzyżu kawalerskim. Nad tarczą korona hrabiowska. Klejnot: nad hełmem, w koronie, trzy pióra strusie, srebrne między błękitnymi. Labry błękitne, z prawej podbite złotem, z lewej srebrem.

## Najwcześniejsze wzmianki
Rodzina Piwnickich herbu Lubicz odmienny miała otrzymać pruski tytuł hrabiowski w 9 sierpnia 1844 roku w osobie Ignacego von Leibitz-Piwnickiego, szambelana królewskiego.
Herb odnotował Kneschke w 1854 roku.
W herbarzu Siebmachera z 1857 roku herb przedstawiono bez korony hrabiowskiej. Nad tarczą znalazł się hełm nakryty zwykłą koroną, spod której spływał płaszcz, nie labry.
Herb zamieścił w swoim herbarzu z 1859 roku J.A. Tyroff.
Gritzner i Hildebrandt w swoim albumie heraldycznym z 1889 roku nie zamieścili wizerunku herbu, ale podali jego opis, gdzie w klejnocie, w odróżnieniu od innych wymienionych wyżej autorów, podali samo godło między dwiema trąbami błękitnymi.
Herb za Siebmacherem przytoczył Juliusz Karol Ostrowski w 1906 roku.

## Herbowni
Jedna rodzina herbownych (herb własny):
- graf von Leibitz-Piwnicki.